# 実験音声学
実験音声学（じっけんおんせいがく、英: experimental phonetics）とは、実験方法を適用することによって、音や他の人間の音声単位の研究を扱う一般音声学の分野である。 この科学分野は、調音音声学、音響音声学、聴覚音声学など、音声学の基本的な分野を包含している。 実験方法は、類型音声学の調査において、分節音声学および超分節音声学の研究で使用される。 実験音声学は、理論や仮説の支持または反証を目的として行われる。